# 萌少女的恋爱时光
《萌少女的戀愛時光》是私屋薰創作的日本漫畫作品。最初2004年以短篇作品发表，之後在雙葉社漫畫雜誌《Comic High!》2005年至2013年期間進行連載。單行本全13卷，還有1卷番外篇。
全12集電視動畫於至10月至12月播放。

## 故事簡介
小學三年級的九重凜竟然喜歡上的新任的班導。面對凜激烈的攻勢，一開始只是想當個好老師的青木，卻漸漸對凜愈來愈放心不下，進而對凜產生了連自己也不清楚的情感。對擁有可愛外表及早熟心理的凜，青木是否抵擋得了？

## 登場角色
青木大介（声：間島淳司）
本作男主角。小學男性教師，A型血。剛當上教師時23歲。 在任班级：3年1班，4年1班，5年2班，6年2班。
家鄉有個妹妹叫千夏。對於戀愛相當晚熟、單身，沒有女朋友，沒有性經驗，初吻被凜奪去。戴眼鏡。普通體格，身心健康。:在双橋小學於學期中中途上任。以「被孩子們依靠，像哥哥一樣的老師」作為目標。
對工作很熱心，不過因為經驗不足，所以經常要参考教師手冊。不過在被學生玩弄的過程中，漸漸找到了應對的方法。
基本上是一個溫柔的人，有時候會顯得優柔寡斷的。不過很有正義感，在遇到學生作了壞事的時候，會板起面孔訓斥他們。
喜歡動物，没有趕走迷路來到學校裡的貓。
因為凜的特殊家庭背景非常照顧凜，即使常常被凜言語和行為上性騷擾。
在小學任教期間從頭到尾都拒絕凜的告白，即使到最後發覺自己喜歡上了凜。在凜她們畢業後轉至別的學校擔任體育主任，小學畢業後的三年都沒有與其來往(只有凛單方面聯繫青木但青木一直没回覆凛)。
最後與凜重逢，在確認感情之後兩人最终相愛。
九重凜（声：喜多村英梨）
本作女主角。因為家庭問題而早熟的小學生。1998年8月17日出生，AB型血。 在編班级：1年1班，2年1班，3年1班，4年1班，5年2班，6年2班。
凛在上小學之前，母親因肺癌不幸離世，在這種重大創傷中，因失聲症的發作而完全無法說話。上小學之後與同學間無任何互動，也没有對任何人敞開心扉。但從那時開始，同班同學的鏡黑、美美，以及當時的班主任野木田老師的教導影響下逐漸走出陰影。
青木剛擔任教師的時候，凛已經3年级，虽然捉弄威脅了青木很多次，但是在青木笨拙卻有誠意和溫柔的行為影響下，就被青木吸引了。之後，凛開始了對青木老師的瘋狂而又大膽的追求。但是，在青木看來只能被當成小孩子。性格表面上開朗活潑。因此，喜歡穿短裙或下擺寬鬆的裙子等不受運動影響的服裝。没有特殊的情况下，展现出似乎不像是孩子的色情的動作來吸引青木的心。關於性的知識也很豐富，同是性知識豐富的摯友鏡黑經常一起和青木開玩笑（那時還不明白真正的意思）。眼睛里微微地浮现出小惡魔的笑容，讓青木感到困惑。金黄色的超長髮，2個用橡膠做的粉色髮卡來紮雙馬尾，两個馬尾尖端附近也用同樣橡膠髮卡固定，高年级開始发型增多。随身攜帶的翻盖手機經常与鏡黑、美美等人互发短信，手機上挂着“RIN”的标志。
在家里和母亲的表弟零次(動画叫林志)一起生活，作為监护人的他也像小孩子一樣亲切地照顾着。
有時小凛表现的非常极端，凛就把以前的班主任的中村老師用脏话写满课本给趕走了，還把青木的耳朵咬破一次，還差点把宝院老師从楼梯上推下去。凛把自己陷入这樣的黑暗状态称為“黑化”。
升入4年级後擔任了班长。和3年级的時候不同，能很好地带领全班，但是運動會之後累病了。
亲生父亲的突然來访讓凛和零次感到不知所措，青木也参加了这次见面會，凛拒绝了亲生父亲抚养的想法，并對父亲说“一定要爱我的母亲小秋”，青木感到格外注意。
在升入5年级之前的春假里，3個闺蜜一起去漫画咖啡馆，凛在单人房间电脑里发现了色情图标，好奇地进行了访问。那天晚上，凛体验了人生第一次自慰高潮，之後便进行了多次自慰。后来一次看片自慰被零次发现，凛对这种行为有了罪恶感，最后在青木的正确教导下，放弃了自慰。
零次去夜店的事情被凛发现，以為零次不爱母亲和他對立并再次黑化，也导致青木住进小凛家，最後在青木的教导下两人都意识到了错误道了歉。
虽然平時成绩不太好，但如果认真學习，考试可以得100分，因為讨厌的科目完全不學习，被青木經常警告。在6年级的暑假里，以不稳定的状态，参加了补习班，最後和鏡黑美美一起考入了私立中學。
从小學毕业後一直到高一(16岁)，身体并没有太大的发育，她本人也很在意这一点，在初二的身体测量中，身高被鏡黑超越而感到很懊悔。
最後與青木重逢，在确认感情之後两人最终相爱。
宇佐美美（声：門脇舞以）
9月2日出生，A型血。是一個非常害羞的少女，學业成绩非常優秀。在编班级：1年1班，2年1班，3年1班，4年1班，5年2班，6年2班。
前班主任中村老師對她的伤害使她一直拒绝上學。三年级時青木去了美美家，表达了自己的想法，讓青木成為了值得信赖的老師，美美也對青木敞開了心扉。第二天就會來學校，老師和同學們都放心了。
身体发育非常早熟，小學三年级的時候胸部发育非常饱满，當時在班级里是唯一需要穿胸罩的，这是他本人最大的烦恼。因此，對于有同樣大胸的成年女性宝院老師來说，从悲观的意義上看，她感到心情很好。
另外和零次相遇的机會多，對能读懂自己内心的零次來说，有着一种淡淡的恋爱感情。
与没有异常的2名好友形成對比的是，几乎没有性知識，因此，在上课的時候突然對青木说“為什么你的XX會变大呢?"5年级上完保健课之後，就會把運用知識说给青木。
在小學毕业後的4年里，和零次定期见面，并對母亲说:“我想尽量不要讓母亲讨厌。”
最後和零次相爱。
鏡黑（声：真堂圭）
1月25日出生，B型。在编班级：1年1班，2年1班，3年1班，4年1班，5年2班，6年2班。
凛和美美的好友。非常喜歡凛，把"夺走"凛的青木视為敌人。經常說大介是處男表面上跟他相處不好，後來隱約表示有把它當爸爸看待。:身体发育不太好，小學1年级的体型。头发是黑色長髮，喜好哥德蘿莉打扮，常常戴著貓耳或者尾巴。
喜歡上以严格著称的白井老師，并取绰号叫“小白”，5年级時偶然间看到了小矢岛和白井的告白现场。她的独占欲很强，看着在白井撒娇的低年级生嫉妒不已。
學习也非常差，經常考0分，最後在6年级寒假前通過青木的私人辅导後考上了私立高中。
小學毕业後身体已經成长了很多，在初二的身体测量中超過了凛。最後成了白井老師的干女儿
九重零次（声：杉田智和、森夏姬(幼少時代)）
凜的監護人，A型血，跟凜的母親九重秋是表姐弟的關係，在會计事务所里工作。
在父亲(音·上田阳司)在不受待见的情况下，只能忍耐在母亲（声：森夏姬）面前成长。在高中的時候，為了帮助父亲，他意识到自己的母亲牺牲了自己。从此厌恶父母，在高中三年级的時候在车祸中失去了双亲。
後來去东京投靠表姐秋，和5岁的凛一起生活，在一次独自哭泣中被凛安慰，从此零次爱上了这個溫暖的家庭，也爱上了秋。
秋去世後，將所有精神寄託及思念投於凜身上。四年级時给生病的凛擦药膏的時候发现其胸部開始发育，产生了和凛结婚的想法。
认為青木是萝莉控，两人對立了很久。直到凛6年级毕业的時候，零次漸漸转变观念，计划把凛托付给青木并自杀，但放弃了。
最後和美美相爱。
(動画版中强调幼年時期虐待的创伤，在他心里“保护凛”这個词强烈的打動了她的心，對她的责任感也成為了一种精神病。當知道青木和凛被长時间关在体育仓库里的時候，零次殴打了青木，表现出了愤怒。在这一事件之後，零次想讓铃凛转學，但看到凛将剪刀转向自己的樣子，就會想起往日的创伤。不知不觉间，零次在心里意识到自己是绝對不能原谅的人，在心底意识到自己的错误之後，在精神上也平静下來了，打消了转學的念头。)
九重秋（声：天野由梨）
凜的母親，A型血，比零次大13岁。
和神原绿(凛的父亲)离婚之後，成為单身母亲，一個人生下凛并抚养长大。
虽然和零次在一起变得很幸福但很短暂，在一次生病中被诊斷出肺癌，已經发展到无法医治的状态。為了支付凛的养育费(半年的延长生命费用為相當于3年的抚养费)放弃治疗，但由于零次的恳求，持续了2個月的治疗。但是，由于病情恶化而回到家中，在家里和零次一起度過剩下的余生。當凛小學入學前，在凛折的千纸鹤群里，年仅32岁的秋离開了人世。
神原绿
秋的恋人，凛的亲生父亲。
知道了秋不适合怀孕的消息後，想把孩子打掉，但两人意见不合，之後离了婚。现在和别的女性结婚了。後來去接凛但被拒绝了。
寶院京子（声：田中涼子）
青木在學校的同事、體育老師。双桥小學毕业生。O型血。在任班级：3年2班，4年2班，5年1班，6年1班。
在青木第一次报上名的時候，把“宝院”弄错成“爆乳”，經常被男生們调戏。
原以為青木當初是“不能置之不理的弟弟”，但漸漸開始产生了淡淡的恋慕之情。有時，嫉妒别人。後來认為青木也不是很糟。不知為何，經常會产生颠倒男女性别的妄想。
青木在邀请凛回老家的時候是同行，与青木的妹妹千夏加深了交情。
另外，在双桥小學秘密网站(论坛)里给學生們教导了许多正确的性知識。
在凛毕业後的4年里，為了取得學校生活顾问资格，他以留學的身份再次进入大學。在大學里，作為“爆乳熟女”，對男學生进行了性骚扰。
白井紗江（声：澤海陽子）
青木和宝院的同事。AB型血。四年级的時候擔任宝院班级的副班主任。之後擔任低年级班主任。三十岁。戴眼鏡。AB型血。在任班级：3年2班，4年2班（副班主任），1年1班，2年1班（班主任）
對自己的才智和能力的自豪感非常高，总是表现出充满自信的态度。如果自己有错，就會坦率地承认。另外，以非常合理的想法，认為介入儿童私生活是不可能的事情。因此，废除家访论。
在對青木班级临時代课的時候，對不认真听课的學生們表现出了严厉的领导能力。也打動了鏡黑。自己的母性也開始觉醒。
直到30岁依然未婚（同事小矢岛老師被认為“从來没有被别人拥抱過”）。虽然是教育委员长的女儿，但却非常讨厌被人喜歡这個事情。之後向小矢岛告白。一開始是很难接受的，但是後來接受了。
最後白井和小矢岛结了婚，并生下一名男婴。
小矢岛剑太（声：石上裕一）
青木和宝院的同事。O型血。粗眉毛，头发短扁平，性格沉稳，平時爱穿運動服和polo衫。以前是中學体育老師，因有豐富的指导經验被观众們称作“老司机”。
對白井抱有好感。擅长做饭，成為厨師是過去的梦想。
最後和白井结婚
野木田（声：重松朋）
脸上有雀斑，又胖又矮的女老師（動画里偏高瘦），正太控+萝莉控，在任班级：1年1班，2年1班。
2年级因结婚辞掉工作，但心里一直在意凛，6年级毕业時當上了派遣教師听到凛一切安好後，变得很安心。
青木千夏（声：高垣彩陽）
青木的妹妹，擔任幼稚园教師。5年级暑假時向美美传授了卫生棉的使用方法，并向他們赠送了自己的旧泳装。被喝醉酒的宝院误以為是青木，两人莫名变成百合。
學過空手道，参加過大會。
中村
在任班级：3年1班
是一個性格极其暴躁的男教師，經常對學生进行各种伤害，导致美美不敢上學，之後凛對中村进行报复，使中村患上精神疾病而辞职了。
剧中只出现了名字和故事，没有直接登场。
校長
双桥小學校长，曾摸過多名女學生的胸，6年级毕业時在校长室對腹痛的凛实施强奸，同時凛來了初潮（青木误以為是被校长弄出血的），之後被警察抓走。
纪子
2009年入學的女生。入學以來，一直在白井的班级里，非常淘气。

误入學校的公野貓。當初瘦得很厉害，所以凛和青木喂了牛奶零食等。
被凛在树上救了下來，對他們來说变得更怀念了。
查克
凛的熊玩偶，总是和它一起睡。

补习班老師，宝院的弟弟。
有被女朋友甩過的經历。每當宝院因恋爱失败而醉倒在酒桌上時，他就不太相信姐姐的恋爱了。

## 主要舞台
双桥小学
青木和凛在一起的學校。青木自上任以來，擔任了4年班主任。2年一次换班，有時班主任也會变。
服裝自由，特别是鏡黑和凛的风格各异。另外，校规相當寬松，學生們也有理直气壮地跟老師顶嘴和欺负同學。
普通小學都有各种各樣的问题，但警方和媒体广泛关注的大事件没有发生（但是在番外篇中，校长脱凛的内裤被大肆报道）。

## 發行

### 漫畫
《萌少女的戀愛時光》於2004年3月2日開始在雙葉社旗下的青年漫画雜誌《Comic High!》上試行連載。後來因讀者反應良好，故其得以長期連載。正式版於2005年5月22日開始連載，2013年4月22日結束。2005年12月12日，首卷單行本經雙葉社發行。2013年6月12日，最後一卷單行本公開。全數共13卷。2006年9月27日，東立出版社出版首卷中譯單行本，最後一卷在2015年4月17日出版。
另外，在美國七海娛樂曾计划在2007年4月以《Nymphet》為題出版，後因引起爭議而作罷。

### 廣播劇
2007年8月31日，Lantis網路電台、Beat Net Radio!、《萌少女的戀愛時光》官方合辦的網路電台節目《萌少女的電台》開始播出。雖然該次節目只是預播，但其在9月7日開始成為常規節目，每逢星期五播出。該節目由三名女主角的聲優喜多村英梨、真堂圭、門脇舞以主持，共有三個環節。2007年11月21日，Lantis發佈CD《萌少女的電台 on CD ～秋之遠足篇～》。它收錄了九段錄音。廣播劇CD在2008年1月9日公開。

### 動畫
2007年9月12日，《萌少女的戀愛時光》的首部原創動畫錄影帶（OVA）公開，總片長為30分鐘。OVA在動畫官網上發行，並隨漫畫第四卷特別限定版附送。原定在2007年10月11日播出的改編電視動畫則由菅沼荣治執導，岡田麿里負責編劇，Diomedéa負責製作。不過埼玉電視台、三重電視台、AT-X等相繼停播該動畫。埼玉電視台在官方新聞稿中提到，是次決定的最大影響因素是近期發生的兒童賣春事件。千葉電視台和京都放送如期在2007年10月12日播出該動畫，同年12月28日結束。不過，有關內容仍受到一定程度的審查——從遮擋部分畫面到加入規制音效，不一而足。DVD版於2007年12月21日開始發行。2008年5月23日，最後一卷（第6卷）DVD開售。每卷包含兩集動畫。
2008年7月11日，官方公佈本作將推出第二期動畫。漫畫第五卷特別限定版則附送第二期動畫的宣傳片。第二期於2009年1月21日至7月24日期間以OVA形式發佈，共有4話。2010年5月，漫画第八卷的封面上公佈第三部改编动画的消息，其在2011年1月21日發行。

### 音樂
改編電視動畫共有1首片頭曲和3首片尾曲。片頭曲由喜多村英梨、真堂圭、門脇舞以主唱。其在第1至11話中皆有使用，第12話則沒有片頭曲。除當中兩話外，其余話數均把當作片尾曲使用，其由Little Non主唱。第6話的片尾曲為，由茶太主唱。第12話和前傅OVA分別以作為其片尾曲和片頭曲。它同由喜多村、真堂、門脇三人主唱。2007年10月24日，Lantis以加大單曲形式公開收錄片頭曲的CD。10月12日，Lantis公開收錄了的加大單曲CD。2008年1月23日，動畫原聲帶正式發行。
加大單曲CD收錄了電視動畫片頭曲和OVA片頭曲。另一張加大單曲CD則收錄了電視動畫片尾曲和OVA片尾曲。2007年12月26日，三張角色歌曲專輯經Lantis發佈，它們各以一名女主角為主題。
第2期片頭曲為喜多村主唱的《Guilty Future》。第1話、第2話、特別編的片尾曲為Little Non主唱的《1,2,3 Day》。第3話的片尾曲則為，它由喜多村、真堂、門脇三人主唱。2010年1月27日，Lantis發佈收錄了第2期全部音樂的專輯。

## 列表

### 漫畫各卷列表
| 卷數 | 雙葉社         | 雙葉社                                                      | 東立出版社     | 東立出版社             |
| 卷數 | 發售日期       | ISBN                                                        | 發售日期       | ISBN                   |
| ---- | -------------- | ----------------------------------------------------------- | -------------- | ---------------------- |
| 1    | 2005年12月12日 | ISBN 4-575-83177-8                                          | 2006年9月27日  | ISBN 986-11-8644-1     |
| 2    | 2006年7月12日  | ISBN 4-575-83261-8                                          | 2006年10月23日 | ISBN 986-11-8805-3     |
| 3    | 2007年2月10日  | ISBN 978-4-575-83328-7 ISBN 978-4-575-83333-1（特別限定版） | 2007年5月22日  | ISBN 978-986-11-9725-8 |
| 4    | 2007年9月12日  | ISBN 978-4-575-83405-5 ISBN 978-4-575-83383-6（特別限定版） | 2008年1月7日   | ISBN 978-986-10-0690-1 |
| 5    | 2008年7月11日  | ISBN 978-4-575-83512-0 ISBN 978-4-575-83495-6（特別限定版） | 2008年12月4日  | ISBN 978-986-10-2262-8 |
| 6    | 2009年1月21日  | ISBN 978-4-575-83571-7 ISBN 978-4-575-83556-4（特別限定版） | 2009年5月14日  | ISBN 978-986-10-3159-0 |
| 7    | 2009年7月10日  | ISBN 978-4-575-83645-5                                      | 2009年11月11日 | ISBN 978-986-10-4082-0 |
| 8    | 2010年5月12日  | ISBN 978-4-575-83766-7                                      | 2010年8月31日  | ISBN 978-986-10-5787-3 |
| 9    | 2011年1月21日  | ISBN 978-4-575-83861-9 ISBN 978-4-575-83809-1（特別限定版） | 2011年8月16日  | ISBN 978-986-10-7244-9 |
| 10   | 2011年6月10日  | ISBN 978-4-575-83914-2                                      | 2012年5月15日  | ISBN 978-986-10-8219-6 |
| 11   | 2012年1月12日  | ISBN 978-4-575-84015-5                                      | 2012年10月12日 | ISBN 978-986-10-9553-0 |
| 12   | 2012年9月12日  | ISBN 978-4-575-84126-8                                      | 2013年12月10日 | ISBN 978-986-324-166-9 |
| 13   | 2013年6月12日  | ISBN 978-4-575-84246-3                                      | 2015年4月17日  | ISBN 978-986-337-056-7 |

番外篇
- こどものじかん ほうかご：2013年6月12日、ISBN 978-4-575-84247-0

### 動畫各話列表
| 話数                      | 標題                      | 中文標題                          | 劇本                      | 分鏡                      | 演出                      | 作畫監督                  | 播出時間       |
| 前作                      | 前作                      | 前作                              | 前作                      | 前作                      | 前作                      | 前作                      | 前作           |
| ------------------------- | ------------------------- | --------------------------------- | ------------------------- | ------------------------- | ------------------------- | ------------------------- | -------------- |
| 前作                      |                           | 萌少女的戀愛時光 你是赠给我的礼物 | 岡田麿里                  | 菅沼榮治                  | 菅沼榮治                  | 石川雅一                  | 2007年9月12日  |
| 第1期                     |                           |                                   |                           |                           |                           |                           |                |
| 1時間目                   |                           | 友好的一步                        | 岡田麿里                  | 吉田英俊                  | 又野弘道                  | 本田辰雄                  | 2007年10月11日 |
| 2時間目                   |                           | 微笑的獎勵                        | 岡田麿里                  | 井出安軌                  | 遠藤晋                    | 平川亞喜雄                | 2007年10月18日 |
| 3時間目                   |                           | 快快長大吧                        | 岡田麿里                  |                           |                           | 濱津武廣                  | 2007年10月25日 |
| 4時間目                   |                           | 我的媽媽                          | 岡田麿里                  | 吉田英俊                  | 遠藤晉                    | 原由美子                  | 2007年11月1日  |
| 5時間目                   |                           | 暑假的朋友                        | 岡田麿里                  | 井出安軌                  | 中村圭三                  | 武内啓                    | 2007年11月8日  |
| 6時間目                   |                           | 回憶                              | 岡田麿里                  | 菅沼榮治                  | 岡村正弘                  | 吉本拓二、本田辰雄        | 2007年11月15日 |
| 7時間目                   |                           | 夏令營                            | 岡田麿里                  | 佐藤                      | 佐藤                      | 平川亞喜雄                | 2007年11月22日 |
| 8時間目                   |                           | 擁吻                              | 岡田麿里                  | 田中雄一                  | 又野弘道                  | 福地和浩、                | 2007年11月29日 |
| 9時間目                   |                           | 吃醋鑽頭                          | 岡田麿里                  |                           | 遠藤晉                    | 原由美子                  | 2007年12月6日  |
| 10時間目                  |                           | 對人體貼                          | 岡田麿里                  | 吉田英俊                  |                           | 吉本拓二、本田辰雄        | 2007年12月13日 |
| 11時間目                  |                           | 大家做朋友                        | 岡田麿里                  |                           | 千葉大輔                  | 濱津武廣、長野路子        | 2007年12月20日 |
| 12時間目                  |                           | 孩子的時間                        | 岡田麿里                  | 菅沼榮治                  | 菅沼榮治                  | 石川雅一、小原充          | 2007年12月27日 |
| 第2期                     | 第2期                     | 第2期                             | 第2期                     | 第2期                     | 第2期                     | 第2期                     | 發售日期       |
| 特別編                    |                           | 小黑與小白                        | 岡田麿里                  | 吉田英俊                  | 吉田英俊                  | 小管和久、宮本拓二        | 2009年1月21日  |
| 1科目                     |                           | 四年級生                          | 岡田麿里                  | みさわしん                | 萩原霜光                  | 松山公輔                  | 2009年2月20日  |
| 2科目                     |                           | 愉快的運動會                      | 岡田麿里                  | 吉田英俊                  | ながはまのりひこ          | 穴戶久美子                | 2009年4月24日  |
| 3科目                     |                           | 葉櫻之時                          | 岡田麿里                  | 菅沼榮治                  | 菅沼榮治                  | 石川雅一、大隈孝晴        | 2009年7月24日  |
| 萌少女的戀愛時光 夏天時間 | 萌少女的戀愛時光 夏天時間 | 萌少女的戀愛時光 夏天時間         | 萌少女的戀愛時光 夏天時間 | 萌少女的戀愛時光 夏天時間 | 萌少女的戀愛時光 夏天時間 | 萌少女的戀愛時光 夏天時間 | 發售日期       |
| OVA 4                     |                           | 萌少女的戀愛時光 夏天時間         | 岡田麿里                  | 菅沼榮治                  | 菅沼榮治                  | 石川雅一                  | 2011年1月21日  |

## 爭議
美國出版社七海娛樂原本得到官方授權，讓之在2007年於北美地區推出本作漫畫的英譯本。雙葉社表示，私屋薰起初建議該出版社把之譯為《小妖精》（Nymphet），之後拒絕使用其他譯名。不過該消息一出，便在北美引起爭議。七海娛樂的負責人杰森·德安吉利斯（Jason DeAngelis）指出：「故事中小學生與其成人教師的關係令一些人感到噁心，進而反對本公司代理《小妖精》。」他們因此決定暫緩有關發行工作，與「大型書店等供应商公開對話」。七海娛樂最終放棄代理這部漫畫。德安吉利斯表示：「《小妖精》並不適合本公司代理發行，故我們決定取消有關計劃」。
德安吉利斯在另一篇聲明中解釋此一決定背後的理由，他認為這部漫畫的後期表現「明顯不符美國市場的標準」。此外他亦寫道「不同的供应商都放棄了有關訂單，它們的立場相當明顯」。德安吉利斯在再次審閱《萌少女的恋爱时光》時，發現一些他認為非常不適合出版的內容。他對此舉出了一個例子：九重與青木在冷室中因要取暖，而決定抱在一起，但九重卻藉機把胯部於青木的身體上磨擦。他表示上述情節差點令他勃起。
2007年6月7日，私屋薰在網誌上回應了是次事件。她認為是次事件令之意識到「不同國家的文化差異」。她之後亦舉出漫畫中的其他情節來說明有關差異，像是父母與子女共浴的情節，繼而表示「我真的很遺憾，但我能做些什麼？」
前漫畫譯者托伦·史密斯反對有關批評，並認為那些支持《魔法老師》內有關性別表達內容的人十分虛偽。動畫新聞網的撰稿人扎克·贝茨奇（Zac Bertschy）則不認同《萌少女的戀愛時光》，並把之歸類為蘿莉控作品和「兒童色情漫畫」。他对七海娱乐代理該漫畫的決定感到失望，並說他不希望有人在漫畫發行時購買之。